# Le Mayet-d’École
Le Mayet-d’École – miejscowość i gmina we Francji, w regionie Owernia-Rodan-Alpy, w departamencie Allier.

## Demografia
Według danych na rok 1990 gminę zamieszkiwały 272 osoby, a gęstość zaludnienia wynosiła 40 osób/km². W styczniu 2015 r. Le Mayet-d’École zamieszkiwało 281 osób, przy gęstości zaludnienia wynoszącej 41,3 osób/km².